# Pamulaparthi Venkata Narasimha Rao
Pamulaparthi Venkata Narasimha Rao (Karimnagar, 28 giugno 1921 – Nuova Delhi, 23 dicembre 2004) è stato un politico indiano.
Deputato dell'Andhra Pradesh dal 1957 al 1977, fu Ministro degli Esteri dal 1980 al 1984, dal 1988 al 1989 e dal 1992 al 1993 e Ministro della difesa dal 1993 al 1996.
Fu Primo ministro dell'India dal 1991 al 1996.
Accusato di corruzione per fatti riguardanti una mozione di sfiducia al suo governo, fu condannato in primo grado nel 2000 ma assolto in appello nel 2002.